# Васильево (Игмасское сельское поселение)
Васильево — посёлок в Нюксенском районе Вологодской области.
Входит в состав Игмасского сельского поселения, с точки зрения административно-территориального деления — в Игмасский сельсовет.
Расстояние по автодороге до районного центра Нюксеницы — 60 км, до центра муниципального образования Игмаса — 56 км. Ближайшие населённые пункты — Большие Мысы, Бледвеж, Ворониха.
По переписи 2002 года население — 23 человека (9 мужчин, 14 женщин). Всё население — русские.